# Escuela Nacional de Bellas Artes Prilidiano Pueyrredón
La Escuela Nacional de Bellas Artes Prilidiano Pueyrredón era una institución educativa argentina dependiente del gobierno Nacional. Se encuentra en Av. Gral. Las Heras 1749, en Buenos Aires. Actualmente sigue funcionando, pero con el nombre de Universidad Nacional de las Artes.

## Historia
La Escuela Nacional de Bellas Artes Prilidiano Pueyrredón se pone en funcionamiento en 1940.
La Escuela Nacional de Bellas Artes tiene origen en los talleres de dibujo, pintura y escultura creados en 1878 por la Sociedad Estímulo de Bellas Artes.
Entonces, Eduardo Sívori, Ángel Della Valle, Ernesto de la Cárcova y Eduardo Schiaffino fueron los que sentaron las bases del actual sistema de enseñanza artística.
A comienzos del siglo XX, cuando los más de 500 alumnos también aprendían pedagogía, se permitió a los egresados enseñar dibujo y modelado en las escuelas primarias y colegios nacionales.
Los talleres fueron nacionalizados en 1905 cuando, acuciada por problemas económicos, la Sociedad Estímulo debió pedir ayuda al Gobierno nacional. Se formó así la Academia Nacional de Bellas Artes, con De la Cárcova como primer director y Sívori, con el cargo de vicedirector.
En 1908, la institución cobró nuevo impulso de la mano de Pío Collivadino y Carlos Ripamonte. En el nuevo plan de estudios se incluyó grabado, litografía y aguafuerte. Entre los docentes de aquella época estaban Rogelio Yrurtia y Fernando Fader.
Ya convertida en Escuela Nacional de Bellas Artes, en la década del 20 se fusionó con la Escuela Nacional de Arte, que dirigía Hernán Cullen.
Por Decreto número 72154 de 1940, durante la presidencia de Ramón S. Castillo, se denomina Escuela Nacional de Bellas Artes Prilidiano Pueyrredón a la Academia Nacional de Bellas Artes Prilidiano Pueyrredón.
Por decreto presidencial N.º 2251/58 durante la presidencia de Arturo Frondizi, se aprueba el Plan de Estudios para la Escuela de Artes Visuales con la división en tres ciclos de la enseñanza así se organizaron entonces tres escuelas: la Preparatoria Manuel Belgrano; la Prilidiano Pueyrredón, y la Superior de Bellas Artes Ernesto de la Cárcova.
En sus aulas se formaron reconocidos artistas como Raquel Forner, Héctor Basaldúa, Libero Badii, Antonio Berni, Lino Enea Spilimbergo, entre otros ya que la escuela formó a 56 generaciones de egresados.

## Edificio
El edificio data de aproximadamente 1916 a 18, es una construcción destinada a vivienda familiar, estilo francés, del arquitecto Carlos Nordmann, nacido en Hannover Prusia en 1858. Radicado en Argentina realizó mucho y  varios edificios entre los que se encuentra este construido para la familia Santamarina, luego cedido para funcionar como escuela de arte.
Edificio protegido por las leyes argentinas como patrimonio arquitectónico.
Por Ley 3056, que no permite demoliciones ni alteraciones en edificios anteriores a 1941 sin autorización del CAAP.
Por su parte la Subsecretaría de Planeamiento porteño incluyó, con el expediente 435/09, a la escuela en el catálogo de inmuebles patrimoniales de la ciudad, lo que le da protección preventiva.

## Modalidad de enseñanza y servicios
En la Escuela, el plan de estudios de las carreras de cada especialidad tenía una duración de tres años, con la asignación de treinta horas cátedras semanales de concurrencia obligatoria, distribuidas en materias teóricas y, en su mayoría, para práctica en los talleres. El requisito de ingreso era haber cumplido con el ciclo inicial en algunas de las escuelas de Bellas Artes. El título que se otorgaba, aprobada la cursada, era el de profesor Nacional de Pintura, Escultura, o Grabado. El alumno, finalizado el ciclo, tenía opción de cursar, previo examen de ingreso, en la Escuela Superior de Bellas Artes de la Nación Ernesto de la Cárcova.
Si se cursaba los 3 ciclos la carrera completa duraba entre 11 a 12 años.
En 1996 por cambios de planes de estudio por decreto 1404 del Poder Ejecutivo Nacional, en el marco de la Ley de Educación Superior, y durante la presidencia de Carlos Menem, pasa a pertenecer al Instituto Universitario Nacional del Arte
En su creación, a fines de 1996, siete prestigiosas instituciones terciarias y superiores de arte -el Conservatorio Nacional Superior de Música “Carlos López Buchardo”, la Escuela Nacional de Bellas Artes “Prilidiano Pueyrredón”, la Escuela Superior de Bellas Artes de la Nación “Ernesto de la Cárcova”, el Instituto Nacional Superior de Cerámica, la Escuela Nacional de Arte Dramático “Antonio Cunill Cabanellas”, el Instituto Nacional Superior de Danzas y el Instituto Nacional Superior de Folklore- se unieron para dar vida a lo que entonces se denominó Instituto Universitario Nacional del Arte.
Su creación significó la concreción de un proyecto largamente demorado cuyo criterio fue el de transformar en universitaria la educación artística dependiente de la Nación radicada en la Ciudad de Buenos Aires. El nacimiento del IUNA no solo significó la adaptación de las antiguas carreras terciarias para dar ese salto al estatuto universitario, sino que implicó también el desarrollo de nuevas áreas y carreras para dar cuenta de lenguajes emergentes o de actividades marginadas hasta el momento de la educación universitaria.
En 2014, reconociendo la diversidad disciplinaria que convergía en el IUNA y su crecimiento durante los primeros dieciocho años, el Congreso Nacional cambió por ley su denominación a Universidad Nacional de las Artes.
Hoy en la Universidad Nacional de las Artes conviven el Área Transdepartamental de Folklore y los Departamentos de Artes Musicales y Sonoras, Artes Visuales, Artes Dramáticas, Artes del Movimiento, cuya historia se remonta a mediados o incluso principios del siglo pasado, con los más recientes: Departamento de Artes Audiovisuales y Áreas Transdepartamentales de Formación Docente, de Artes Multimediales y de Crítica de Artes.